# Barsac (Weinbaugebiet)

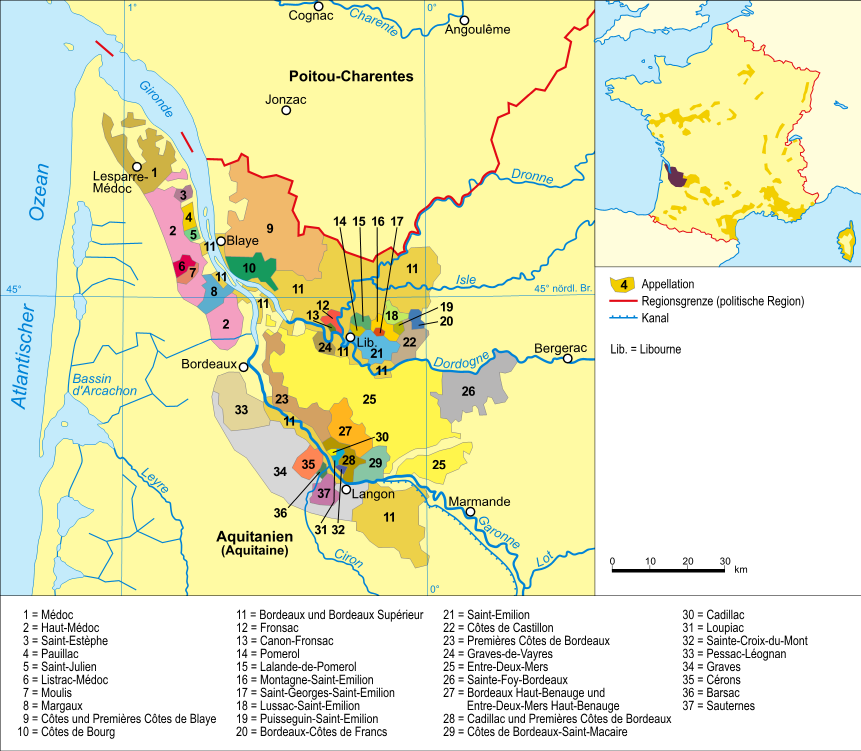
Karte – Weinbaugebiet Bordeaux

Das Weinbaugebiet Barsac liegt in der Umgebung der französischen Gemeinde Barsac im Département Gironde auf der orographisch linken Seite der Garonne. Das Gebiet liegt etwa 30 km südöstlich von Bordeaux entfernt. Das rund 605 Hektar große Gebiet verfügt seit dem 11. September 1936 über den Status einer Appellation d’Origine Contrôlée.
Barsac ist Teil des überregionalen Weinbaugebiets Bordeaux.
Auf dem lehmigen Kalksteinboden werden aus der Rebsorte Sémillon ähnliche süße Weißweine wie in der Appellation Sauternes produziert. Neben Sémillon sind noch die Rebsorten Sauvignon Blanc und Muscadelle zugelassen.
Barsac liegt in der Nähe des Zusammenflusses von Garonne und dem kleinen Fluss Ciron. Im Herbst entstehen durch die unterschiedliche Wassertemperatur der Flussläufe Nebel, die die Entstehung der Edelfäule durch Botrytis cinerea begünstigen. Alle in Barsac erzeugten Appellations-Weine haben im Übrigen das Recht, als Sauternes vermarktet zu werden. Man sagt, dass die Weine aus Barsac etwas leichter sind, da auch das Gelände weniger steil ist.
| Premiers crus Château Coutet Château Climens Deuxièmes crus Château Myrat Château Doisy-Dubroca Château Doisy Daëne Château Doisy-Védrines Château Broustet Château Nairac Château Caillou Château Suau |

Barsac ist fast eine Enklave innerhalb des Weinbaugebiets Graves. Die meisten Weinbauern vermarkten in Barsac sowohl trockene Weißweine der Appellation Graves als auch Süßweine.